# Мрштик, Вилем
Вилем Мрштик (чеш. Vilém Mrštík; 14 мая 1863[…], Йимрамов[…] — 2 марта 1912[…], Диваки[…]) — чешский писатель, драматург, переводчик и литературный критик. Представитель чешского реализма в литературе.

## Биография
Сын сапожника. До 1885 обучался в гимназиях Брно и Праги. После окончания университета в Праге, где изучал право, вернулся в Моравию.
В 1892 году опубликовал автобиографический роман о чешской молодёжи. С 1895 был одним из подписантов манифеста Чешского модернизма.
Его самый известный роман «Санта Лючия» (Santa Lucia, 1893) повествует о жизни бедного студента. Вместе со своим братом, писателем Алоизом, написал пьесу «Мариша» (Maryša, постановка 1894) о трагической судьбе сельских женщин, которую специалисты называют одной из лучших чешских реалистических драм.
Автор ряда статей о чешских и русских писателях (Н. В. Гоголь, Л. Н. Толстой, А. Ф. Писемский), отстаивал позиции реализма в литературе; популяризировал произведения В. Г. Белинского и Н. А. Добролюбова.
В 1896 году побывал в России. Им переведены произведения А. С. Пушкина, И. С. Тургенева, Ф. М. Достоевского, И. А. Гончарова, Л. Н. Толстого, А. П. Чехова, Эмиля Золя, Мопассана и др.
Сохраняет значение его полемическая брошюра «Bestia triumphans» (1897), в котором автор поднял вопросы охраны памятников.
Часть литературных произведений была создана им в сотрудничестве со своим братом Алоисом.
Долгое время страдал от психического заболевания, когда приступы меланхолии сменялись паранойей.
В последний период Мрштик жил вдали от людей на пасеке, где и совершил самоубийство. Сначала перерезал себе горло с помощью ножа для работы с сотами в улье. После несколько раз пытал ударить ножом в сердце. Был найден родственниками в подвале дома в тяжелом состоянии. Умер около пяти часов спустя от потери крови.

## Избранные произведения
- Paní Urbanová (Драма, 1889)
- Santa Lucia (Роман, 1893)
- Obrázky (Антология, 1894)
- Maryša (Драма, 1895 в соавт. с Алоисом Мрштиком, русский перевод, 1960)
- Pohádka máje' (Роман, 1897, экранирован в 1940)
- Sebrané spisy A. a V. Mrŝtíku (Собрание сочинений в 13 т., 1906)
- Anežka (Драма, 1912) и др.

## Память
Городской театр Брно носит имя писателя и драматурга Вилема Мрштика и его брата Алоиса.